# Born in the U.S.A. (Lied)
Born in the U.S.A. ist ein Rocksong von Bruce Springsteen aus dem Jahre 1984. Er wurde von ihm selbst geschrieben und gemeinsam mit Steven Van Zandt, Jon Landau und Chuck Plotkin produziert. In den Vereinigten Staaten erreichte der Titel die Top Ten, in Irland und Neuseeland erreichte er Platz eins der Hitparade. Er zählt zu den meistgespielten Songs in den Konzerten Springsteens, etwa bei der Born in the U.S.A. Tour, der Bruce Springsteen and the „Other Band“ Tour und der The Rising Tour. Er besteht nur aus zwei Harmonien und benutzt für Strophen und Refrain die gleiche Melodie.

## Geschichte
Im Jahr 1981 bat der US-Regisseur Paul Schrader, der ein Drehbuchskript unter dem Arbeitstitel Born in the USA geschrieben hatte, Springsteen, den Titelsong beizusteuern. Springsteen komponierte ein entsprechendes Lied, das er zunächst Vietnam nannte, mochte es aber so sehr, dass er es selbst für sein neues Studioalbum verwendete, wobei er dem Song den ursprünglichen Arbeitstitel des Films gab. Das Lied wurde am 4. Juni 1984 auf dem gleichnamigen Album Born in the U.S.A. sowie am 30. Oktober 1984 als Singleauskopplung veröffentlicht. Als Schraders Drehbuch schließlich 1987 unter dem Titel Light of Day – Im Lichte des Tages (mit Michael J. Fox und Joan Jett) verfilmt wurde, schrieb Springsteen als Wiedergutmachung den gleichnamigen Titelsong.
Das Musikprojekt 1,000 Days, 1,000 Songs veröffentlichte den Titel im März 2017 auf seiner Website als Protest gegen die Politik von US-Präsident Donald Trump.

## Inhalt
Born in the U.S.A. handelt von einem Vietnam-Veteranen. In einem trostlosen Provinzkaff im Mittleren Westen geboren („Dead man’s town“) und von Geburt an symbolisch getreten („the first kick I took was when I hit the ground“), wächst er mit ständig eingezogenem Kopf („you spend half your life just covering up“) auf. Die einzige Chance auf Ansehen schien die Verpflichtung als Soldat im Vietnam-Krieg. Als er nach Jahren zurückkehrt, distanziert sich die Gesellschaft von ihm und macht ein Anknüpfen an sein altes Leben unmöglich („Come back home to the refinery, hiring man said ‚son if it was up to me‘“), so ist er auch nach zehn Jahren („I’m ten years down the road“) mit seinen Erinnerungen und der perspektivlosen Gegenwart („nowhere to run, ain’t got nowhere to go“) noch alleine.

## Musikvideo
Beim Musikvideo führte John Sayles Regie. Im Video gibt Bruce Springsteen ein Konzert; es werden Zwischenszenen eingeblendet, in denen man unter anderem Szenen aus privaten Filmaufnahmen, etwa einem Kindergeburtstag und einer Hochzeit, Vietnamsoldaten, Friedhöfe und Aufnahmen aus den Vereinigten Staaten, beispielsweise Szenen von gewöhnlichen Arbeitern, sieht. Am Ende des Clips steht Springsteen vor der Flagge der USA, ähnlich wie auf dem Motiv des Albumcovers. Auffällig bei dem Video ist die mangelhafte Synchronisation.

## Kommerzieller Erfolg

### Chartplatzierungen
| ChartsChartplatzierungen       | Höchstplatzierung | Wochen/ Monate |
| ------------------------------ | ----------------- | -------------- |
| Österreich (Ö3)                | 13 (5 Mt.)        | 5 Mt.          |
| Vereinigte Staaten (Billboard) | 9 (17 Wo.)        | 17 Wo.         |
| Vereinigtes Königreich (OCC)   | 5 (12 Wo.)        | 12 Wo.         |

| ChartsJahrescharts (1985)      | Platzierung |
| ------------------------------ | ----------- |
| Österreich (Ö3)                | 17          |
| Vereinigte Staaten (Billboard) | 92          |

### Auszeichnungen für Musikverkäufe
| Land/Region                  | Auszeichnungen für Musikverkäufe (Land/Region, Auszeichnung, Verkäufe) | Verkäufe  |
| ---------------------------- | ---------------------------------------------------------------------- | --------- |
| Australien (ARIA)            | 3× Platin                                                              | 210.000   |
| Dänemark (IFPI)              | Platin                                                                 | 90.000    |
| Deutschland (BVMI)           | Gold                                                                   | 250.000   |
| Italien (FIMI)               | Platin                                                                 | 70.000    |
| Neuseeland (RMNZ)            | 2× Platin                                                              | 60.000    |
| Italien (FIMI)               | Platin                                                                 | 70.000    |
| Portugal (AFP)               | Gold                                                                   | 5.000     |
| Spanien (Promusicae)         | Platin                                                                 | 60.000    |
| Vereinigte Staaten (RIAA)    | 3× Platin                                                              | 3.000.000 |
| Vereinigtes Königreich (BPI) | Platin                                                                 | 600.000   |
| Insgesamt                    | 2× Gold · 12× Platin ·                                                 | 3.745.000 |

Hauptartikel: Bruce Springsteen/Auszeichnungen für Musikverkäufe

## Wirkung
Die Band Sandow schrieb nach dem Bruce-Springsteen-Konzert 1988 in Ost-Berlin das Lied Born in the G.D.R., das auch auf Born in the U.S.A. anspielt.

## Coverversionen
- 1985: Stanley Clarke
- 1985: Cheech und Chong (Born in the East L. A.)
- 1990: 2 Live Crew (Banned in the U. S. A.)
- 1995: J.B.O. (Diggin’ The Nose (Hier bohrt der Boss noch selbst))
- 2003: Ballboy
- 2007: Richard Shindell